# Anthony Henricus Ravensteijn Medenblik
Anthony Henricus Ravensteijn Medenblik, ook Ravestein Medenblik,  (Boskoop, 16 september 1809 – Rotterdam, 25 augustus 1855) was een Nederlandse advocaat en burgemeester.

## Leven en werk
Ravensteijn Medenblik werd in 1809 in Boskoop geboren als zoon van de notaris en schout van Boskoop Cornelis Ravestein Medenblik en Maria Wilhelmina Ponse. Zijn vader overleed toen hij nog geen jaar oud was. Zijn moeder hertrouwde met de notaris - en latere burgemeester van Middelburg - Jan van Nes Klaaszoon. Ravensteijn Medenblik promoveerde in 1830 aan de Leidse Universiteit in de rechtsgeleerdheid. Hij vestigde zich vervolgens als advocaat in Gouda. In 1840 werd hij gekozen tot lid van Provinciale Staten van Zuid-Holland. Hij vervulde deze functie van 15 december 1840 tot 24 september 1850. In 1841 werd hij benoemd tot burgemeester en secretaris van de nabij Reeuwijk gelegen gemeente Middelburg. Hij vervulde deze functies vanuit zijn woonplaats Gouda. In 1852 werd hij als burgemeester opgevolgd door de Reeuwijkse burgemeester Cornelis Brack. Ravensteijn Medenblik bleef wel secretaris van de gemeente. Hij overleed op 25 augustus 1855 op 45-jarige leeftijd in Rotterdam. Een week na zijn overlijden werd de gemeente Middelburg opgeheven en bij Reeuwijk gevoegd.
Ravensteijn Medenblik trouwde op 20 april 1831 te Gouda met Maria Catharina Blanken.